# Bernard Longobardzki
Bernard (ur. 797 w Vermandois, zm. 17 kwietnia 818 w Mediolanie) - król Italii, wnuk Karola Wielkiego.
Był nieślubnym synem Pepina, króla Italii. Po śmierci ojca (810) został królem Italii. Jego opiekunem był Wala, brat Adalarda. Kiedy po śmierci Karola Wielkiego w 814 władcą Franków został jego syn Ludwik Pobożny, Bernard zaczął się obawiać o swoją pozycję. Zbuntował się przeciwko stryjowi. Ludwik Pobożny stłumił rewoltę, uwięził Bernarda i kazał go oślepić. Bernard zmarł w wyniku powikłań po okaleczeniu. Jego synem był Pepin de Péronne. 